# Hotel Perú (Palma)
L'Hotel Perú és un edifici de Palma (Mallorca), construït a principis del segle xx i també conegut els seus darrers anys com a Hostal Perú. Va estar dedicat a l'hoteleria i restauració fins als anys 80, que va tancar. Actualment es troba en procés de rehabilitació.
És un dels edificis més antics de la ciutat que es conserven amb aquesta finalitat, junt amb el Grand Hotel (1903) i l'Hostal Terminus (1913).

## Història

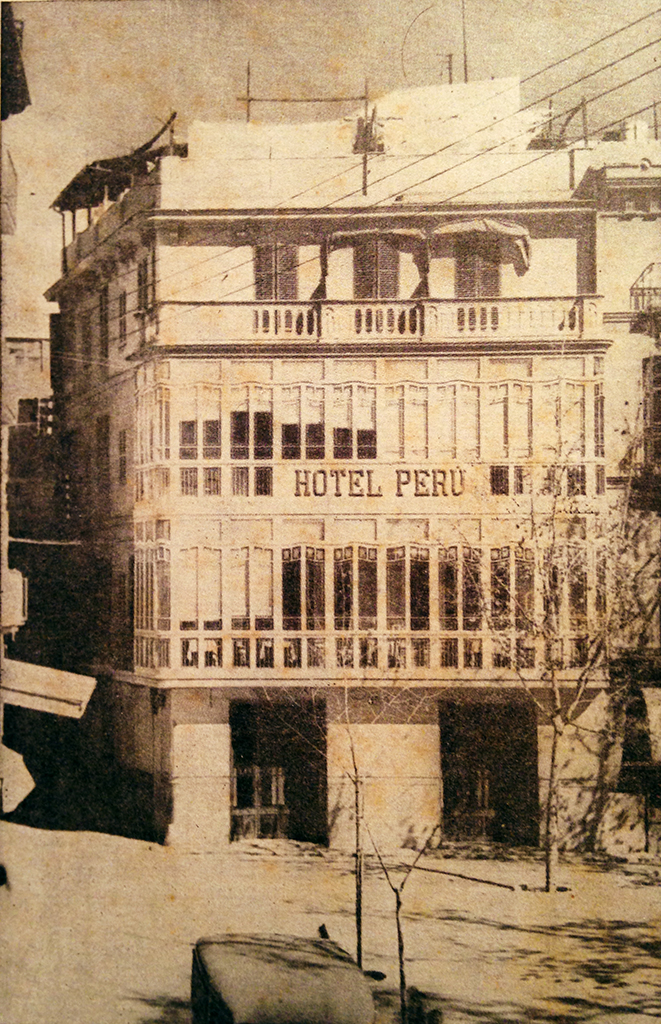
Hotel Perú, l'any 1954

Va ser construït a principis del segle xx a la Plaça del Banc de l'Oli cantonada amb el carrer del Sant Esperit. Llavors la zona estaba poblada de locals semblants i el nou establiment va ser un més ubicat a la zona. El 1902 l'edifici es trobava en obres, però no sabem si era construcció de nova planta o reforma per donar-li l'ús hoteler posterior. Les primeres referències són com a fonda i es remunten a 1905 (Fonda del Perú), però també és esmentat com a posada.
Devers 1910 estava en mans de Joan Sansó Bordoy (1883-1962), qui en seria propietari durant més de 50 anys. Durant els anys 10 i 20 esdevingué popular gràcies als preus del restaurant i els serveis de pensió i mitja pensió. Com a exemple tenim la publicitat del setmanari satíric Foch y Fum, que en lloava el servei amb gloses, amb el propòsit de generar una opinió positiva a través d'una fórmula publicitària pretesament espontània i propera. Als anys 30 adopta el nom oficial d'Hotel Perú, amb una fórmula de luxe mitjà i oferint serveis com aigua calenta i calefacció, llavors encara poc freqüents. Així va esdevenir un local habitual per als viatjants i turistes que passaven per la ciutat.
Als anys 60 canvia de propietat i entra en lenta decadència, en paral·lel a la degradació que patia el barri. Cap a 1970 rebaixa la seva categoria a hostal i adopta la denominació Hostal Perú, que va durar fins al tancament. Després passa a llogar habitacions per hores i es converteix en un punt habitual de la prostitució de la zona, confirmant la seva degradació.
El 1985 l'Ajuntament de Palma va iniciar el procés per expropiar-lo i convertir-lo en edifici municipal; però el procés s'atura indefinidament. Després l'hostal fou clausurat, però l'edifici no fou enderrocat i des de llavors va romandre tancat. El 2014 va canviar novament de mans i la nova propietat va pretendre recuperar-lo com hotel de luxe, tot preservant l'essència original; però els tràmits burocràtics ho varen impedir durant anys. A més fou ocupat, i fins i tot va patir un incendi.
Finalment, el gener de 2025 la propietat va aconseguir els permisos per poder reformar l'edifici, però que no recuperarà la seva finalitat hotelera sinó que es transformarà en habitatges de luxe.